# Thanatus altimontis
Thanatus altimontis är en spindelart som beskrevs av Willis J. Gertsch 1933. Thanatus altimontis ingår i släktet Thanatus och familjen snabblöparspindlar. Inga underarter finns listade i Catalogue of Life.